# Uzarzewo

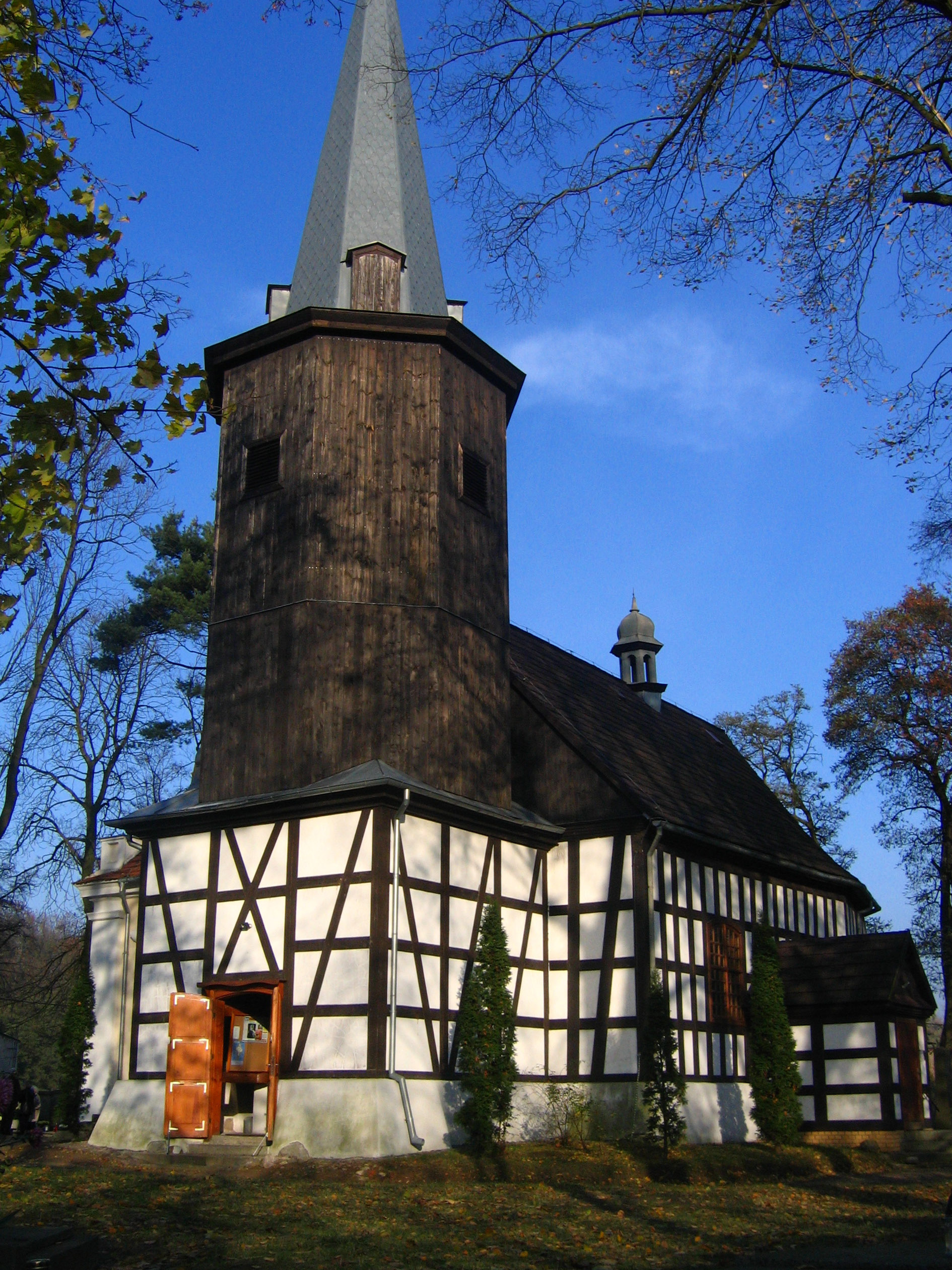
Kerk van Uzarzewo

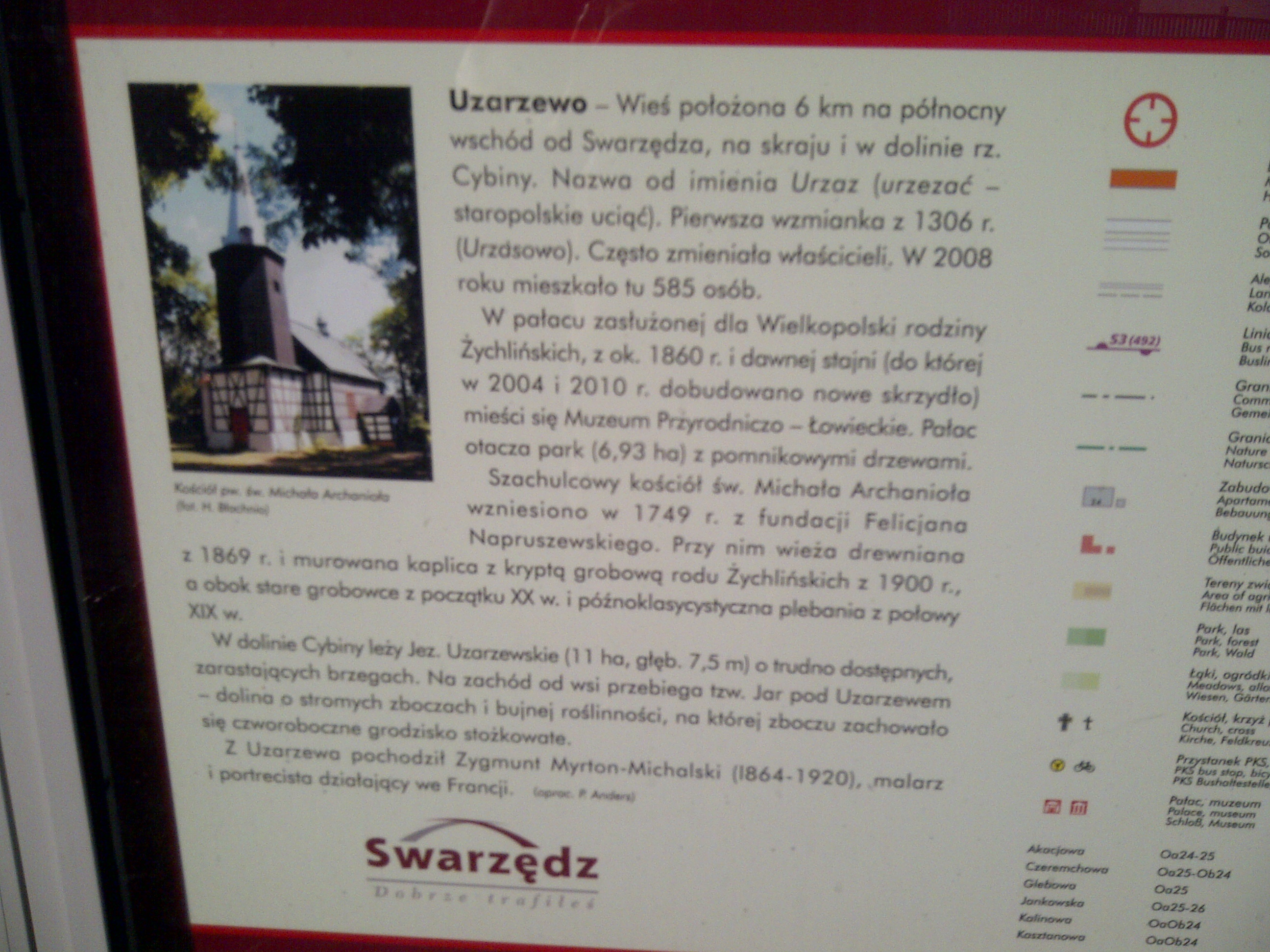
Paneel met historische informatie in Uzarzewo

Uzarzewo is een dorp in de Poolse woiwodschap Groot-Polen. De plaats werd voor het eerst genoemd in 1306, en maakt nu deel uit van de gemeente Swarzędz en telde 580 inwoners in 2012.

## Sport en recreatie
- Door deze plaats loopt de Europese wandelroute E11. De E11 loopt van Den Haag naar het oosten, op dit moment tot de grens Polen/Litouwen. Ter plaatse komt de route binnen vanuit Gruszczyn, en vervolgt oostwaarts richting Biskupice.